# Гельминтома
Гельминтома (helminthoma; гельминты + -ома) — патологическая гранулема, образующейся около гельминта, внедрившегося в ткани.
Открыта в 1868 г. Эбертом (Eberth).
Гельминтома представляет собой воспалительное (гранулёматозное) разрастание ткани, происходящих под влиянием паразитирования гельминтов. Так, Spirocerca sanguinolenta вызывает подобную опухоль в пищеводе собак, Habronema megastoma — в желудке лошади.
С гельминтомами не следуют смешивать истинные новообразования, которые могут провоцировать паразитические черви (см. Паразитарная теория рака), например, при описторхозе и шистосоматозах.